# ベルサー
ベルサー（BELSAR）は、タイトーのシューティングゲーム『ダライアス』シリーズに登場する敵対勢力の総称。

## 概要
ベルサーは超攻撃的な知性体で人類と同じ生活環境を攻撃する事から人間に近い生体を持つとの予測が立てられている。
彼らは宇宙空間の全てを領有するのが目的と見なされており、ダライアス星系だけでなく他の星系にも大艦隊による物量侵攻をかけている。ベルサー軍の侵攻艦隊は細かくグループ分けされていて、その艦隊単位で部族社会のような社会システムを構成しているのが特徴であり、物量による力押しで強襲するグループや、惑星間の連絡網を断つコンピュータウイルスをしかける戦術系グループなど、戦法も異なっている。基本的に他のグループの作戦には干渉も連携もしないが、たとえその中の一グループの侵攻が失敗して撃滅されたとしてもその後にグループ間での協議が行われ、そしてまた別のグループがその星系への侵攻作戦を引き継いで攻撃を再開するというスタンスを取っており、それが現在までダライアス軍とベルサー軍の戦争が終わらない最大の理由にもなっている。
ベルサーは破壊した文明から貪欲に技術を流用しているが、グループごとに有する技術系統が異なり、そのため同系列艦において前期型より後期型の方が弱いという逆転現象も起きている。その一方でベルサー自らは新しい技術を開発したりはせず、せっかく得た技術の多くは時間を経るに連れてほとんどロストしてしまっているが、一部のグループでは捕虜を利用してそれらの技術を管理、研究させている。
彼らが使用する海洋生物型マシンの基礎はアムネリア時代にサムラックとルティアが撃破したシーマの戦闘艦G.Tから得たものであり、ベルサーの生態系と各艦のデザインモチーフに関連性は無いとされる。また、現在まで付けられているそれぞれの艦名はあくまでダライアス軍側が付けたコードネームに過ぎず、ベルサー側から見た艦の正式な名称は今だ不明である。尚、ベルサー艦隊はBBF（ビッグ バトル フィールド）と呼ばれる雲海のような特殊な空間を形成し、このBBF内ではベルサー艦の攻撃力が上昇する。
ダライアスバーストの時代では、現在ベルサーの母星とされているのはかつてダライアス人の祖先が住んでいた惑星アムネリアであり、そして同作で敵味方問わず使われるバースト機関も、元はベルサー軍の捕虜となっていたアムネリアの子孫が開発したものとされている。また、Ⅱ、ツイン、フォースなどの作品ではベルサー軍はダライアス星の壊滅および制圧に成功しているとされ、その後には惑星オルガや太陽系といった他の星系にも侵略の魔の手を伸ばしている。
初期では争いを望む人間の姿を映し出した実体を持たない幽体生命体という設定であった。また、『サイバリオン』のゲーム内ストーリーでは、ベルサーは人の姿をしていても、身体の中は不定形生命体だという描写と文体がある。

## ベルサー軍の主要な機動兵器
ここでは各戦歴を通じて登場する主要なものを紹介する。いずれもシーマから得た技術を元に作られている。
サイクリン
ダイオード状の機動兵器で、主に画面後部よりサインカーブ軌道で編隊を組んで出現する。
ソイド
アンテナを持つ機動兵器。編隊を組んでゆっくりと前進し、画面端に到達すると、Uターンする軌道を描く。機動兵器としては高い耐久力を持つ。
タノール
筒状の機動兵器。様々な編隊を組む。
ネシウム
底部に砲塔を装備した機動兵器。主に円軌道の編隊を組む。
ブラーボ
円錐状の機動兵器。様々な軌道の編隊を組む。
マヤリーク
天井に設置された機雷。シルバーホークとX座標が近づくとゆっくりと落下、爆発する。
ミラーゼ
鳥のように羽ばたく翼を持ち、サインカーブ軌道で、5方向に弾を撃つ。
フェナ
ワープ出現するウニ状の機動兵器。
リモナー
画面下部からゆらめきながら登場するゲル状の兵器で、ダメージを与えると、分裂する。
ラワガス
主に画面上部に設置された球体の兵器であり、ダメージを受ける度に落下する。
ジツミ
天井に設置された砲台で、固定方向に弾を連射する。
トモマヤ
地上に設置されたパラボラアンテナ型の兵器で、固定方向にレーザーを放つ。
ベンサー
地上を走行する戦車。シルバーホークとY座標が合うと直進する特殊弾を放つ。
ノウコ
地上を歩行移動する機動兵器。
タジフ
地上に設置された砲台で、3方向に弾を放つ。
ワ・ガセハ
地上に設置された単発のミサイルで、シルバーホークとX座標が近づくと発射される。
メヅヒ
地上に設置されたハッチで、シルバーホークとY座標が合うと直進するミサイルを放つ。
ヤズカ・タカーミィ
巨大戦艦との戦闘が長期化した時のみ出現する、脳を内蔵した立方体状の機動兵器。複数機で編隊を組み、弾を連射しながら画面外より連続して出現する。

## アムネリア暦626年（Gダライアス編）における軍結成以前のベルサー
シリーズの時系列内で最初期、ダライアス暦以前の作品となる『Gダライアス』での敵対勢力はベルサーではなく「シーマ(THIIMA)」である（そのため、兵器・戦艦についての記事も分離してある）。
ただし、エピローグの一つにワンシーンながらベルサーの艦船が登場しており、それ以降の作品で始まる侵略と戦闘を暗示している。詳細は「Gダライアス」を参照。

## ダライアス暦201年（ダライアス編）におけるベルサー艦隊
KING FOSSIL（キング　フォスル）
- コードネーム - シーラカンス
- 艦種 - 汎用型戦闘艦
- 全長 - 360.4feet

ダライアス軍が最初に接触したベルサーの汎用型戦闘母艦。戦闘力はさほど高くない。
ELECTRIC FAN（エレクトリック　ファン）
- コードネーム - イソギンチャク
- 艦種 - 迎撃型戦闘艦
- 全長 - 245.2feet

イソギンチャクの形状に似た迎撃型戦闘艦。触手部と口腔部から敵を捕食するが如く、容赦ない攻撃をする。
DUAL SHEARS（デュアル　シュアーズ）
- コードネーム - アメリカザリガニ
- 艦種 - 汎用型戦闘艦
- 全長 - 354.9feet

巨大な二対の鋏を装備した戦闘艦。頭部にレーザー砲、鋏には拡散砲を内蔵する。
FATTY GLUTTON（ファッティ　グラトン）
- コードネーム - ピラニア
- 艦種 - 汎用型戦闘母艦
- 全長 - 312.6feet

ベルサー軍の中核を担う戦闘母艦。艦内に本艦の小型機ともいえる機動兵器を多数搭載しており、連携攻撃を展開する。
KEEN BAYONET（キーン　ベイオネット）
- コードネーム - カジキ
- 艦種 - 高速戦闘用攻撃艦
- 全長 - 374.7feet

流線型のフォルムを持ち、宇宙空間、重力下を問わずに高速戦闘を可能とする。搭載火器はそれほど多くはない。
IRON HAMMER（アイアン　ハンマー）
- コードネーム - シュモクザメ
- 艦種 - 汎用型攻撃艦
- 全長 - 366.3feet

シュモクザメをモチーフに建造された攻撃艦。シルバーホークがベルサーの最終防衛線に到達直前に、搭載された多数の火器で殲滅戦を挑む。
STRONG SHELL（ストロング　シェル）
- コードネーム - ウミガメ
- 艦種 - 重装甲拠点防衛艦
- 全長 - 353.7feet

甲殻に頭部を収納可能とし、防御体制を取る。頭部よりアンカーショットに加え、甲殻に装備された拡散粒子砲による複合攻撃を展開する。
OCTOPUS（オクトパス）
- コードネーム - タコ
- 艦種 - 多足型攻撃艦
- 全長 - 328.8feet

8本の脚部を持つ攻撃艦。各脚部には火器が搭載され、独自に砲撃可能。また、航行時には姿勢制御の役割を果たす。
GREEN CORONATUS（グリーン　コロナタス）
- コードネーム - タツノオトシゴ
- 艦種 - 強襲型攻撃艦
- 全長 - 335.1feet

ベルサー軍随一の攻撃力を持つ攻撃艦。最終防衛線の突破を試みるシルバーホークに立ちはだかる。
GREAT THING（グレート　シング）
- コードネーム - マッコウクジラ
- 艦種 - 大型戦闘指令艦
- 全長 - 387.7feet

シーマの残骸から回収した頭部ユニットから再構築された、ベルサーの中枢艦。しかし、復元は完全ではなく、βビーム砲や他の装備は搭載されていない。
BURST OUT（バースト　アウト）
- コードネーム - フグ
- 艦種 - 汎用型攻撃艦
- 全長 - 315.8feet

本隊とは異なる方面からダライアス星に侵攻してきた、ベルサーの別働艦隊に所属する攻撃艦。腹部には電磁加速砲が内蔵され、強力な攻撃力を持つ。
BIG RAJARNN（ビッグ　ラジャーンヌ）
- コードネーム - トビエイ
- 艦種 - 大型爆撃艦
- 全長 - 367.9feet

ベルサー軍が誇る大型爆撃艦。爆撃力の他に、空対空能力も充実しており、カッターレーザー、アンカーショットなど隙が無い。
GUARD SAVAGE（ガード　サベージ）
- コードネーム - イタチザメ
- 艦種 - 拠点防衛用迎撃艦
- 全長 - 342.5feet

高い機動力を有する迎撃艦。外敵排除を最優先とし、荒々しい攻撃を仕掛ける。
HARD MOLLUSK（ハード　マウルスク）
- コードネーム - クラゲ
- 艦種 - 拠点防衛用戦闘艦
- 全長 - 306.2feet

触手状の攻撃ユニットを持つ戦闘艦。触手はアンカーフックとしての役目も果たす。
TOUGH SPRING（タフ　スプリング）
- コードネーム - エビ
- 艦種 - 汎用型攻撃艦
- 全長 - 325.1feet

2本の触角を備える攻撃母艦。外殻に装備された連射砲の他に、艦内に小型機動兵器を多数搭載する。本体の攻撃力に加え、小型機の攻撃力も侮れない。
MYSTIC POWER（ミスティック　パワー）
- コードネーム - アンモナイト
- 艦種 - 局地制圧用戦闘艦
- 全長 - 298.7feet

アンモナイトをモチーフに建造された局地制圧戦闘艦。航行時は外殻に本体を収納し、戦闘域に到達後に本体と触手を展開し戦闘態勢に移行する。
FIRE STAR（ファイアー　スター）
- コードネーム - ヒトデ
- 艦種 - 局地制圧用戦闘艦
- 全長 - 245.7feet

五芒星のフォルムを持つ戦闘艦。中央のコアからの小型機の射出に加え、五本の触手先端より誘導火炎弾を発射する。
BUDDY BLAZER（バディ　ブレイザー）
- コードネーム - ウミテング
- 艦種 - 汎用型攻撃艦
- 全長 - 327.5feet

ウミテングを象った攻撃艦。口部より小型機を射出し、前後から連携攻撃を展開する。

## ダライアス暦1642年（ダライアス外伝編）におけるベルサー艦隊
GOLDEN OGRE（ゴールデン　オーガ）
- コードネーム - オニキンメ
- 艦種 - 汎用型奇襲攻撃艦
- 全長 - 289.6feet

惑星ヴァディスを急襲し、輸送船団を壊滅状態に追い込んだ尖兵。口部より大型ビームの他、多数の装備を持つ。
ANCIENT DOZER（アンシェント　ドーザー）
- コードネーム - カブトガニ
- 艦種 - 地上制圧用戦闘艦
- 全長 - 302.7feet

キャタピラを有する地上制圧用戦闘艦。戦車形態の他、背面部を分離することにより飛行形態に移行可能。
KING FOSSIL（キング　フォスル）
- コードネーム - シーラカンス
- 艦種 - 汎用攻撃艦
- 全長 - 371.3feet

過去、惑星ダライアスを攻撃した同系列艦。以前よりも攻撃力の増強が図られており、追加武装が備わっている。
FOLDING FAN（フォールディング　ファン）
- コードネーム - オウギベンテンウオ
- 艦種 - 汎用型戦闘艦
- 全長 - 242.1feet

一見、中型艦に見えるがヒレを展開すると倍以上の大きさになる。ヒレ先端より広範囲かつ、大量にレーザーを放つ。
ELECTRIC FAN（エレクトリック　ファン）
- コードネーム - イソギンチャク
- 艦種 - 迎撃型戦闘艦
- 全長 - 257.4feet

過去、惑星ダライアスを攻撃した同系列艦。やはり以前よりも格段に武装強化されている。
PRICKLY ANGLER（プリックリー　アングラー）
- コードネーム - アンコウ
- 艦種 - 汎用型戦闘艦
- 全長 - 268.3feet

亜空間と通常空間を繋ぐゲート出口で出現。多数のレーザー砲を装備する。
NEON LIGHT ILLUSION（ネオン　ライト　イリュージョン）
- コードネーム - イカ
- 艦種 - 次元潜行型工作艦
- 全長 - 301.6feet

平素は亜空間に潜み、敵機の反応を捕捉すると通常空間に出現する。レーダー類を麻痺させるスモッグディスチャージなどを装備する。
FATTY GLUTTON（ファッティ　グラトン）
- コードネーム - ピラニア
- 艦種 - 迎撃型戦闘母艦
- 全長 - 331.2feet

過去、惑星ダライアスを攻撃した同系列艦。前期型と同様、小型機と本体との連携攻撃を展開。だが、その火力は前期型を凌駕する。
DOUBLE DEALER（ダブル　ディーラー）
- コードネーム - ヒラメ／カレイ
- 艦種 - 可変型攻撃艦
- 全長 - 352.2feet

カレイとヒラメのフォームを有する特殊攻撃艦。状況に応じてフォームを使い分けて攻撃を行う。
TITANIC LANCE（タイタニック　ランス）
- コードネーム - ベレムナイト
- 艦種 - 超大型戦闘母艦
- 全長 - 1532.4feet

スペースコロニーよりも巨大な体躯を誇る超大型艦。ステージそのものがボス戦である。ベルサー軍の戦力の要として強烈な存在感を放つ。
CRUSTY HAMMER（クラスティ　ハンマー）
- コードネーム - シャコ
- 艦種 - 高機動型戦闘艦
- 全長 - 313.2feet

機動性を活かした接近戦闘を可能とする特殊な戦闘艦。その他の火力も凄まじい。
DEADLY CRESCENT（デッドリィ　クレッセント）
- コードネーム - カガミダイ
- 艦種 - 迎撃型戦闘艦
- 全長 - 293.2feet

惑星ダライアスへの突入後に遭遇する戦闘艦。豊富な光学兵器を搭載し、伸縮自在の顎部、背ビレブーメランで敵を粉砕する。
GREAT THING（グレート　シング）
- コードネーム - マッコウクジラ
- 艦種 - 大型戦闘指令艦
- 全長 - 401.7feet

過去、惑星ダライアスを攻撃した同系列艦。前期型をベースとしているが、装甲、火力はオリジナルのＧ．Ｔに勝るとも劣らないスペックを持つ。
RISK STORAGE（リスク　ストレージ）
- コードネーム - フウセンウナギ
- 艦種 - 広範囲破壊兵器搭載型戦闘艦
- 全長 - 612.6feet

体内に多数の機動兵器を内蔵する他、蓄積されたデブリ体や液体金属を撒き散らす。高エネルギー出力兵器も装備。
VERMILION CORONATUS（バーミリオン　コロナタス）
- コードネーム - タツノオトシゴ
- 艦種 - 強襲型攻撃艦
- 全長 - 337.1feet

コロナタスシリーズの改良艦。火力向上に重点が置かれ、強力なレーザー兵器を多数装備する。尾部はレーザ類を反射する防御機能を持つ。
HYSTERIC EMPRESS（ヒステリック　エンプレス）
- コードネーム - タカアシガニ
- 艦種 - 拠点防衛用大型戦闘艦
- 全長 - 398.6feet

ベルサーの要塞を護る大型戦闘艦。全身に搭載された多数の火器と巨体を活かした圧殺攻撃を仕掛ける。
ODIOUS TRIDENT（オーディアス　トライデント）
- コードネーム - マンボウ
- 艦種 - 高機動戦闘母艦
- 全長 - 317.6feet

大口径ブースターによる高い機動力を持ち、ブースター噴射も攻撃に用いる。小型機を射出し、有線オールレンジレーザー砲2機搭載する。
CURIOUS CHANDELIER（キュリアス　シャンデリア）
- コードネーム - エビクラゲ
- 艦種 - 拠点防衛用大型機動兵器
- 全長 - 353.9feet

惑星ダライアスのマントル対流に潜む大型機動兵器。触手からの砲撃や巨大な目部からのマーキングショットなど多彩な装備を持つ。
STORM CAUSER（ストーム　コーザー）
- コードネーム - オニキンメ改
- 艦種 - 汎用型試作戦闘艦
- 全長 - 289.6feet

破壊されたゴールデンオーガを回収し、対シルバーホーク戦に特化した兵装と戦術を施された試作戦闘艦。竜巻を発生させる能力を持つ。

## ダライアス暦1813年（ダライアスII編）におけるベルサー”同盟軍（アライアンス）”
HYPER STING（ハイパー　スティング）
- コードネーム - ミノカサゴ
- 艦種 - 汎用戦闘艦
- 全長 - 288.2feet

ベルサーと同系統の戦艦で構成された同盟軍の戦闘艦。2艦一組で行動し、敵機を挟撃する戦法を得意とする。
ALLOY LANTERN（アロイ　ランタン）
- コードネーム - チョウチンアンコウ
- 艦種 - 大型輸送艦
- 全長 - 823.4feet

火力は高くないが、艦内には汎用戦闘艦を収納。整備可能なハンガーがあり、前線基地としての代替可能。
STEEL SPIN（スチール　スピン）
- コードネーム - ハリセンボン
- 艦種 - 汎用攻撃艦
- 全長 - 245.3feet

アロイランタンに搭載される戦闘艦の一隻。周囲に旋廻式ディフェンスポッドを展開する攻撃艦。防御力は高いが、強力な火器はさほどない。
KILLER HIJIA（キラー　ヒジア）
- コードネーム - アジ
- 艦種 - 長距離攻撃型戦闘艦
- 全長 - 251.6feet

アロイランタンに搭載される戦闘艦の一隻。通常の戦闘形態の他に、艦体を左右に展開させ大型ミサイル発射形態を取る。
DRIO SAUM（ドリオ　サーム）
- コードネーム - ウツボ
- 艦種 - 高機動殲滅型戦闘艦
- 全長 - 521.4feet

複数の戦闘ブロックで構成された長大な船体を持ち、突進攻撃、巻き付いての圧壊など肉弾戦の攻撃方法を持つ。
RED CRUB（レッド　クラブ）
- コードネーム - シオマネキ
- 艦種 - 拠点防衛用戦闘艦
- 全長 - 257.2feet

巨大な鋏を備えた戦闘艦。主に地上戦を想定し建造された。本艦に推進能力はなく、脚部が弱点である。
YAMATO(MYHOME DADDY)（ヤマト（マイホームダディ））
- コードネーム - ヤドカリ
- 艦種 - 擬装型戦闘艦
- 全長 - 244.6feet

外殻を切り離し、本体を分離し別の大型兵器に寄生しコントロールを奪うことが可能な艦。地球では戦艦の残骸に寄生した。
LEADAIN（リーダイン）
- コードネーム - ウニ
- 艦種 - 自律型機動兵器
- 全長 - 278.9feet

4本の触手を持ち、外殻を棘で覆った機動兵器。コアは生体部品であり、外殻とコア部分に分離しての攻撃が可能なほか、外殻が破壊された後でもバイオユニットのみでも戦闘を継続することができる。
GRAND OCTOPUS（グランド　オクトパス）
- コードネーム - タコ
- 艦種 - 拠点防衛型戦闘母艦
- 全長 - 402.0feet

火星の前線基地を護る戦闘母艦。触手状のディフェンスユニットを持ち、防御力は高い。小型機を多数射出する。
BIO STRONG（バイオ　ストロング）
- コードネーム - （魚の）胎児
- 艦種 - 試作型生体兵器
- 全長 - 263.6feet

同盟軍が開発を進めていた生体兵器。自分と同型の生体ミサイルを多数放出する攻撃を行う。胎児の形をしているが成長した姿形は明らかになっていない。
LITTLE STRIPE（リトル　ストライプ）
- コードネーム - エンゼルフィッシュ
- 艦種 - 汎用型戦闘艦
- 全長 - 243.1feet

過去、シルバーホークが装備していた武装を強力にしたエネルギーウェーブを発射し、広大な攻撃範囲を誇る。
MOTHER HAWK（マザーホーク）
- コードネーム - シルバーホーク
- 艦種 - 汎用戦闘母艦
- 全長 - 304.3feet

同盟軍の最終防衛ラインに出現する戦闘艦。シルバーホークを模した姿はパイロットに対する心理的威圧が狙いとされる。しかし装備や機動力はオリジナルとはまるで異なる。

## ダライアス暦1904年（ダライアスバースト編）におけるベルサー艦隊
IRON FOSSIL（アイアン　フォスル）
- コードネーム - シーラカンス
- 艦種 - 汎用型戦闘艦
- 全長 - 225.3feet

全身を覆った複合装甲を盾に最前線で戦う目的とした強襲型戦闘艦。従来の同系列艦より艦体構造がスリム化されており侵攻速度が高められている。バーストビームを艦尾に搭載する。
MUD WHEEL（マッド　ホイール）
- コードネーム - オウムガイ
- 艦種 - 局地制圧型戦闘艦
- 全長 - 301.2feet

フォスル型旗艦による電撃侵攻の後に制圧を担当する戦闘艦。他方向への同時攻撃が可能であり、装備された武装のほとんどが独立砲塔となっている。艦体中央にバースト砲を搭載する。
LIGHTNING FRANBELGE（ライトニング　フランベルジュ）
- コードネーム - ノコギリエイ
- 艦種 - 拠点防衛用戦闘艦
- 全長 - 286.6feet

侵攻惑星付近の宇宙空間に設営される補給部隊の旗艦。基本武装をレーザーに特化させたレーザー砲撃艦。宇宙空間においては高い攻撃力を発揮する。艦首にバースト砲を装備し、そのエネルギーを転換することにより特殊レーザーを発射する。
MIRAGE CASTLE（ミラージュ　キャッスル）
- コードネーム - ハリセンボン
- 艦種 - 武装装甲換装型攻撃艦
- 全長 - 181.3feet

サルガッソーに潜む旗艦。小型艦に武装装甲ユニットを装着することで大型艦と同等の運用を可能とした攻撃艦。損傷が一定値を超えたユニットは分離破棄される。長期戦闘による被害を艦中央に及ぶのを防ぎ、一定以上の戦闘力の維持が可能。損傷ユニットは亜空間ファクトリーから送られたユニットを換装するだけで完了する。バースト砲はユニット中央本体の口部に装備する。
HUNGRY GLUTTONS（ハングリー　グラトンズ）
- コードネーム - ピラニア
- 艦種 - 汎用型戦闘母艦
- 全長 - 227.2feet

敵母星の海底都市に駐留する旗艦。過去、ベルサーの運用していたグラトンシリーズの最新鋭艦。小型機との連携攻撃のコンセプトはそのままに、スリム化に成功。さらに従来艦より火力を凌駕し、運用スピードが向上。バースト砲は口部に母艦が装備。小型機は発射時のサポートを担う。
THOUSAND KNIVES（サウザンド　ナイブス）
- コードネーム - ミノカサゴ
- 艦種 - 汎用型攻撃艦
- 全長 - 248.3feet

アステロイドベルトに駐留する旗艦。遠隔コントロール式分離ユニットによるオールレンジで多彩な攻撃方法を持つ。本体にバースト砲は持たず、分離ユニットが一定数集めることでバースト砲を発射可能とする。
DARK HELIOS（ダーク　ヘリオス）
- コードネーム - リュウグウノツカイ
- 艦種 - 特殊高速機動艦
- 全長 - 428.3feet

敵母星に駐留し、外敵に対する防衛を担う。単艦で防衛行動を行う特殊高速機動艦であり、艦体は複数の多関節ユニットで構成されている。各部ユニットを動かすことによって変則的な攻撃も実現している。本体は黄金の竜を象っており、リュウグウノツカイの形状は外殻に過ぎない。バースト砲は黄金竜の口部に装備。
GREAT THING（グレート　シング）
- コードネーム - マッコウクジラ
- 艦種 - 大型戦闘指令艦
- 全長 - 399.7feet

敵母星に駐留し、ベルサー軍最終防衛要塞を護る巨大戦闘指令艦。全艦隊を指揮する旗艦。本艦は指揮中枢だけでなく、最前線での戦闘も考慮した仕様になっており、その戦闘力はベルサー艦の中でも、飛び抜けて非常に高い。オリジナルの性能に迫るほどに各種スペックは向上。オリジナルがβビーム砲に対し、こちらはバースト砲を装備する。バースト砲は他艦が単装備に対して本艦は頭部に2門、喉元に1門を装備する。ドリルミサイルも同系列艦に比べ、格段の破壊力を誇る。